# 16 juillet 1991
Le mardi 16 juillet 1991 est le 197e jour de l'année 1991.

## Naissances
- Alexandra Shipp, actrice américaine
- Andros Townsend, footballeur anglais
- Charlene Lipsey, athlète américaine
- Emma Louise, chanteuse australienne
- Fanol Perdedaj, footballeur allemand
- Firas Lahyani, joueur tunisien de basket-ball
- Ildemaro Vargas, joueur de baseball vénézuélien
- Ingela Andersson, biathlète suédoise
- Jeffrey M'Tima, handballeur français
- Markus Schulte-Lünzum, coureur cycliste allemand, spécialiste de VTT cross-country
- Nate Schmidt, hockeyeur sur glace américain
- Niels Wytink, cycliste belge
- Sam Webster, cycliste néo-zélandais
- Valentin Lavillenie, perchiste français
- Wizkid, chanteur nigérien
- Yamil Peralta, boxeur argentin
- Zach Mettenberger, joueur de football américain

## Décès
- Frank Rizzo (né le 23 octobre 1920), politicien américain
- Georges Tourry (né le 14 mai 1904), architecte français
- Robert Motherwell (né le 24 janvier 1915), peintre et graveur américain

## Événements
- Découverte de (6491) 1991 OA
- Début de la mini-série américaine Contretemps
- Sortie de la chanson Esta noche voy contigo de Shakira
- Sortie de la chanson Good Vibrations du groupe Marky Mark and the Funky Bunch